# Cyclophora puppillaria
The Blair's Mocha (Cyclophora puppillaria),là một loài bướm đêm thuộc họ Geometridae. Loài này được tìm thấy ở châu Âu và from Bắc Phi up to the Kavkaz area.
Sải cánh dài 28–36 mm. Con trưởng thành bay từ tháng 6 đến tháng 10 tùy theo địa điểm.
Ấu trùng ăn Oak.

## Hình ảnh

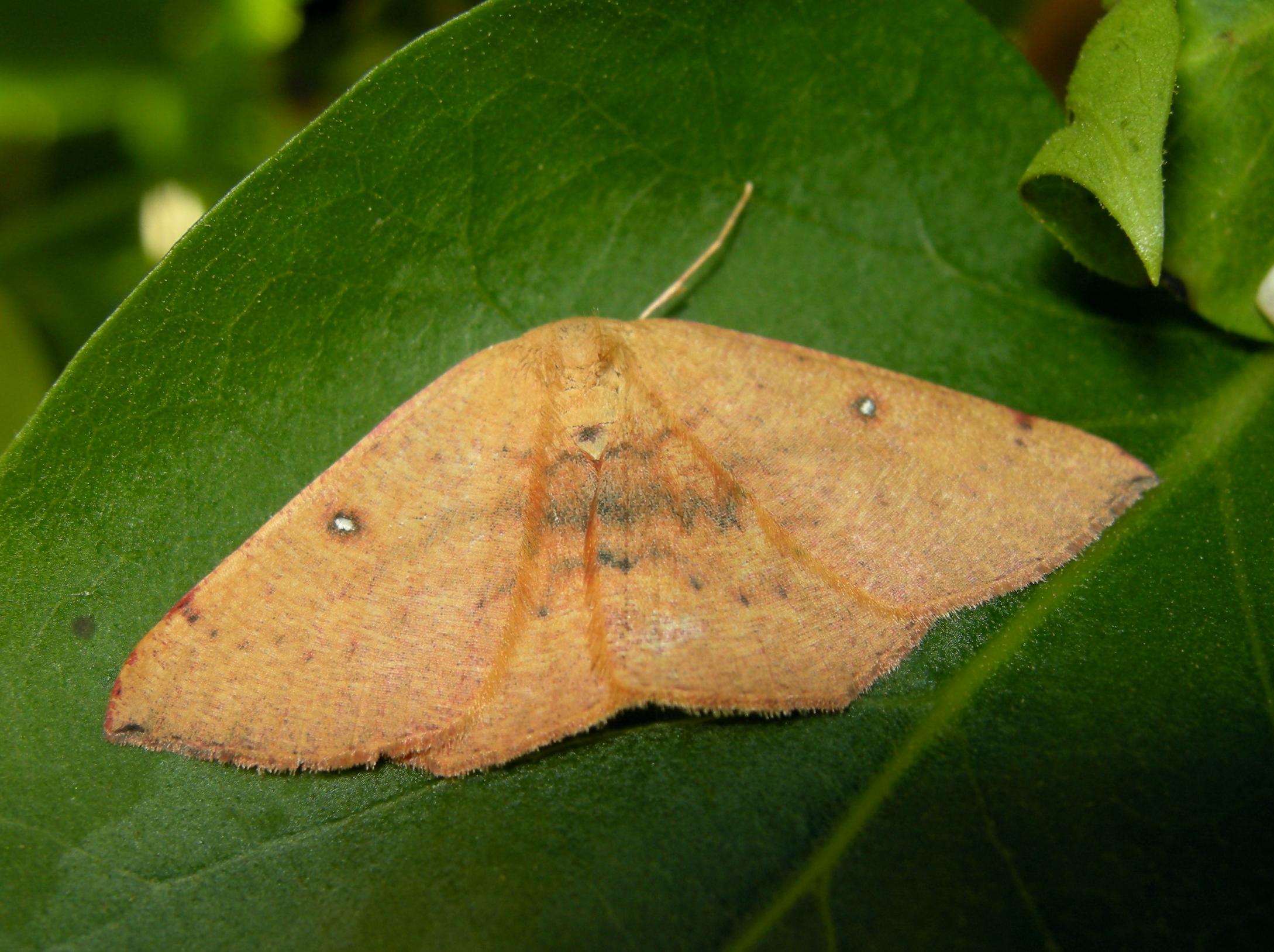